# 浆面条
浆面条，又称浆饭，是源自中国河南地区的一种特色地方食品，与郑州烩面、开封小笼包并列为"中原三大面食名吃"，歷史源自2500年前。浆面条与糊涂面相似，但两个是完全不同的食物。河南不同地方，不同时期制作浆面条的方法不同，最有名的是洛阳浆面条。